# Брижатий Андрій Миколайович
Андрі́й Микола́йович Брижа́тий — капітан Збройних сил України.

## З життєпису
Брав участь у подіях Помаранчевої та Революції Гідності.
В часі війни був волонтером, потім воював за Донецький аеропорт, керував 1-м батальйоном 79-ї бригади. В одному із боїв зазнав поранення, лікувався. По уздоровленні — заступник командира батальйону з тилу.

## Нагороди
За особисту мужність і героїзм, виявлені у захисті державного суверенітету та територіальної цілісності України, вірність військовій присязі під час російсько-української війни нагороджений
- орденом «За мужність» III ступеня (4.12.2014)